# Peristedion liorhynchus
Peristedion liorhynchus är en fiskart som först beskrevs av Günther 1872.  Peristedion liorhynchus ingår i släktet Peristedion och familjen Peristediidae. Inga underarter finns listade i Catalogue of Life.